# ليونبو جيغمي تينلي
ليونبو جيغمي تينلي (دزونكا: འཇིགས་མེད་འོད་ཟེར་ཕྲིན་ལས།) هو رئيس الوزراء السابق لمملكة بوتان.